# Diecezja Barreiras
Diecezja Barreiras (łac. Dioecesis Barreriensis) – diecezja Kościoła rzymskokatolickiego w Brazylii. Należy do metropolii Feira de Santana, wchodzi w skład regionu kościelnego Nordeste III. Została erygowana przez papieża Jana Pawła II bullą In hac suprema w dniu 21 maja 1979.

## Główne świątynie
- Katedra: Katedra św. Jana Chrzciciela w Barreiras

## Biskupi diecezjalni
- Ricardo Weberberger OSB (1979–2010)
- Josafá Menezes da Silva (2010–2019)
- Moacir Silva Arantes (od 2020)